# Cañon City
Cañon City is een plaats (city) in de Amerikaanse staat Colorado, en valt bestuurlijk gezien onder Fremont County. Vlakbij ligt de Royal Gorge Bridge.
Het bijzondere van deze stad is dat er 13 gevangenissen zijn.

## Demografie
Bij de volkstelling in 2000 werd het aantal inwoners vastgesteld op 15.431.
In 2006 is het aantal inwoners door het United States Census Bureau geschat op 16.124, een stijging van 693 (4,5%).

## Geografie
Volgens het United States Census Bureau beslaat de plaats een oppervlakte van
31,1 km², geheel bestaande uit land. Cañon City ligt op ongeveer 1627 m boven zeeniveau.

## Plaatsen in de nabije omgeving
De onderstaande figuur toont nabijgelegen plaatsen in een straal van 16 km rond Cañon City.